# كالداس دي مونتبيو
بلدية كالديس دي مونتبويْ (بالكاتالانية: Caldes de Montbui) هي إحدى بلديات مقاطعة برشلونة، والتي تقع في منطقة كاتالونيا، شرق إسبانيا.
يبلغ عدد سكانها 16.159 نسمة وفقاً لإحصائية سنة (2007).

## المناخ
يظهر الجدول التالي التغييرات المناخية على مدار السنة لكالداس دي مونتبيو:
| البيانات المناخية لـكالداس دي مونتبيو                 | البيانات المناخية لـكالداس دي مونتبيو | البيانات المناخية لـكالداس دي مونتبيو | البيانات المناخية لـكالداس دي مونتبيو | البيانات المناخية لـكالداس دي مونتبيو | البيانات المناخية لـكالداس دي مونتبيو | البيانات المناخية لـكالداس دي مونتبيو | البيانات المناخية لـكالداس دي مونتبيو | البيانات المناخية لـكالداس دي مونتبيو | البيانات المناخية لـكالداس دي مونتبيو | البيانات المناخية لـكالداس دي مونتبيو | البيانات المناخية لـكالداس دي مونتبيو | البيانات المناخية لـكالداس دي مونتبيو | البيانات المناخية لـكالداس دي مونتبيو |
| الشهر                                                 | يناير                                 | فبراير                                | مارس                                  | أبريل                                 | مايو                                  | يونيو                                 | يوليو                                 | أغسطس                                 | سبتمبر                                | أكتوبر                                | نوفمبر                                | ديسمبر                                | المعدل السنوي                         |
| ----------------------------------------------------- | ------------------------------------- | ------------------------------------- | ------------------------------------- | ------------------------------------- | ------------------------------------- | ------------------------------------- | ------------------------------------- | ------------------------------------- | ------------------------------------- | ------------------------------------- | ------------------------------------- | ------------------------------------- | ------------------------------------- |
| متوسط درجة الحرارة الكبرى °م (°ف)                     | 13.3 (55.9)                           | 14.7 (58.5)                           | 17.7 (63.9)                           | 20.5 (68.9)                           | 23.7 (74.7)                           | 27.7 (81.9)                           | 30.9 (87.6)                           | 29.9 (85.8)                           | 27.4 (81.3)                           | 23.0 (73.4)                           | 17.6 (63.7)                           | 13.6 (56.5)                           | 21.7 (71.1)                           |
| المتوسط اليومي °م (°ف)                                | 6.7 (44.1)                            | 7.8 (46.0)                            | 10.6 (51.1)                           | 13.1 (55.6)                           | 16.3 (61.3)                           | 20.2 (68.4)                           | 23.3 (73.9)                           | 23.0 (73.4)                           | 20.6 (69.1)                           | 16.2 (61.2)                           | 11.0 (51.8)                           | 7.5 (45.5)                            | 14.7 (58.5)                           |
| متوسط درجة الحرارة الصغرى °م (°ف)                     | 0.0 (32.0)                            | 0.9 (33.6)                            | 3.6 (38.5)                            | 5.7 (42.3)                            | 8.9 (48.0)                            | 12.8 (55.0)                           | 15.7 (60.3)                           | 16.2 (61.2)                           | 13.8 (56.8)                           | 9.5 (49.1)                            | 4.4 (39.9)                            | 1.5 (34.7)                            | 7.8 (46.0)                            |
| المصدر: Sistema de Clasificación Bioclimática Mundial |                                       |                                       |                                       |                                       |                                       |                                       |                                       |                                       |                                       |                                       |                                       |                                       |                                       |

## أعلام
- والتر فرنانديز